# Ierșnic, Timiș
Ierșnic este un sat în comuna Ohaba Lungă din județul Timiș, Banat, România.

## Legături externe

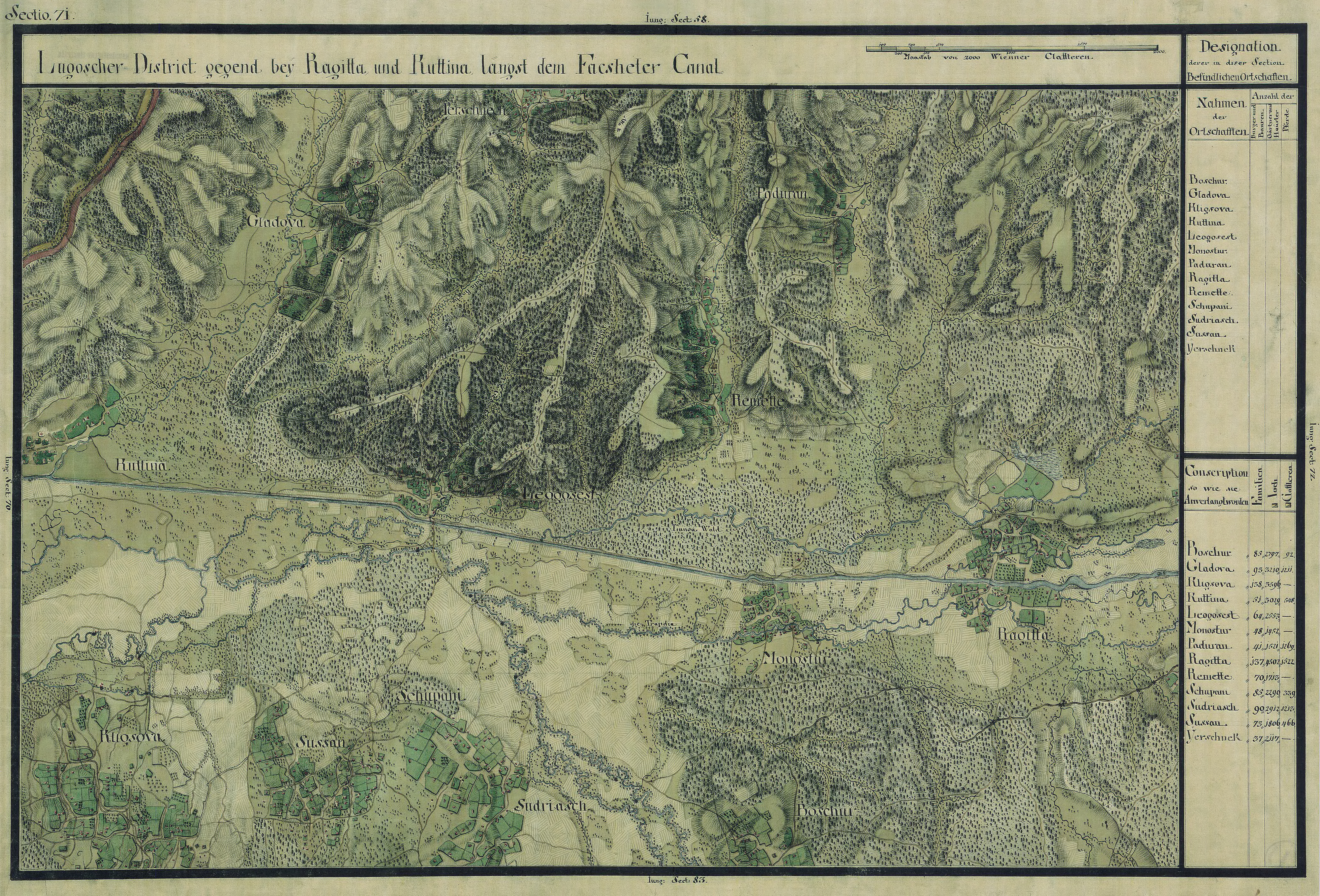
Ierşnic în Harta Iosefină a Banatului, 1769-72